# Castillo del Louvre
El castillo del Louvre (en francés: château du Louvre) fue un castillo construido por el rey Felipe Augusto para reforzar la cinta de murallas que había construido alrededor de París para proteger a la ciudad. Fue demolido por etapas y sustituido por el Palacio del Louvre.

## La fortaleza

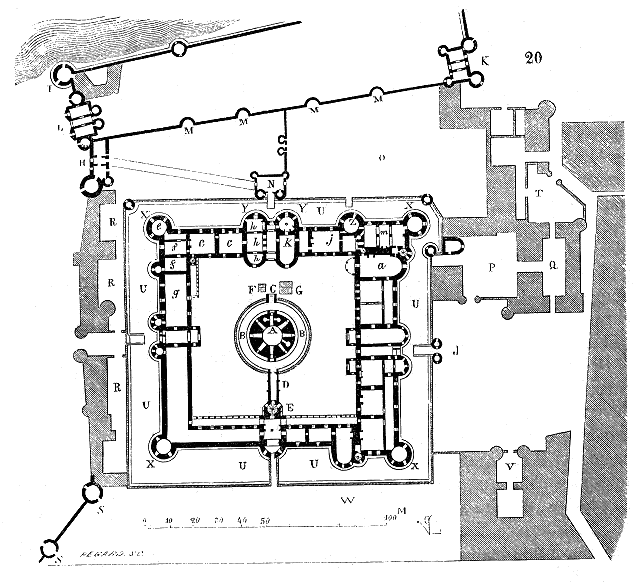
Planta del Castillo del Louvre bajo Carlos V. El sur (y el Sena) están en la parte superior de la imagen.

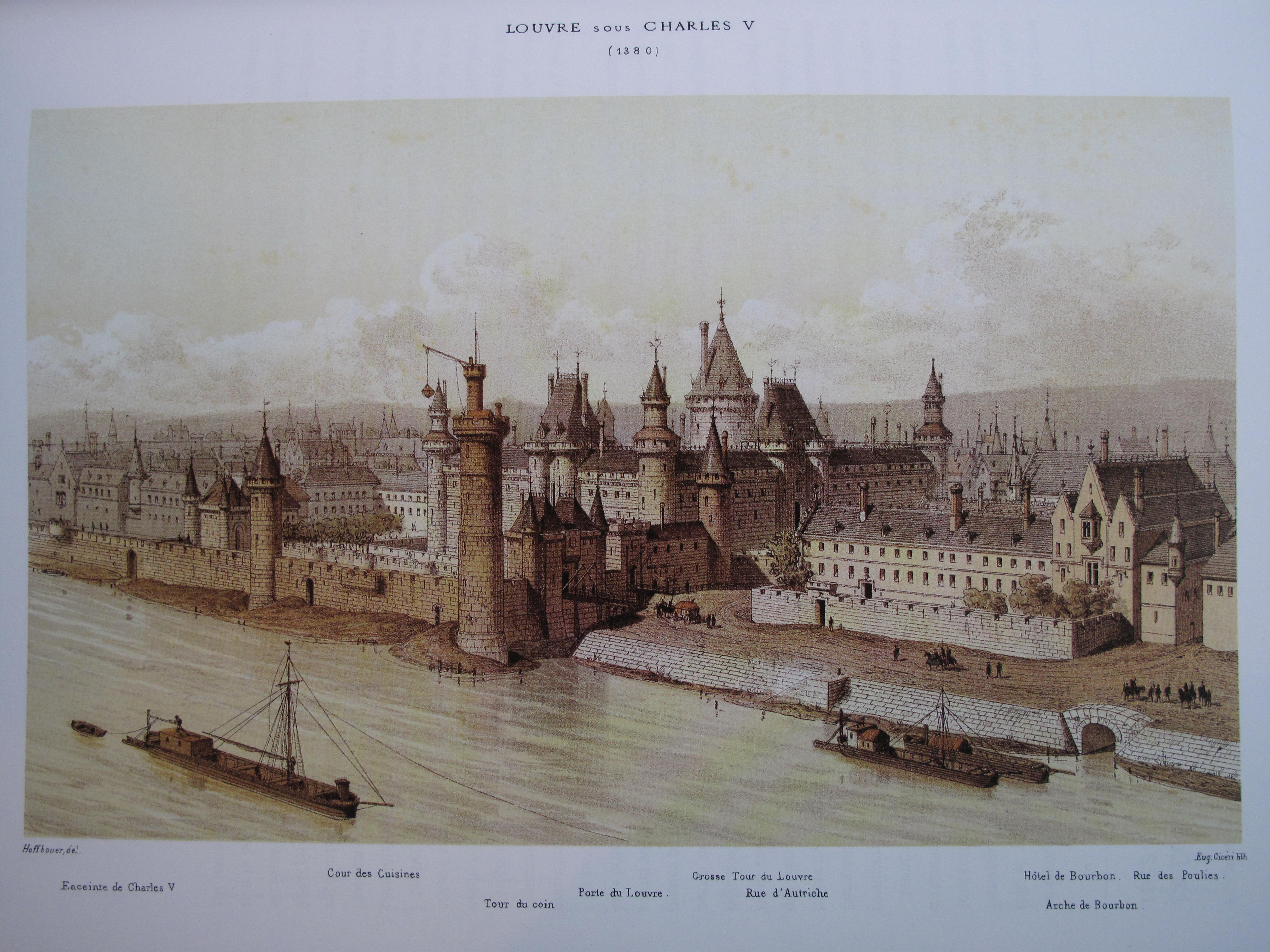
El Louvre en 1380.

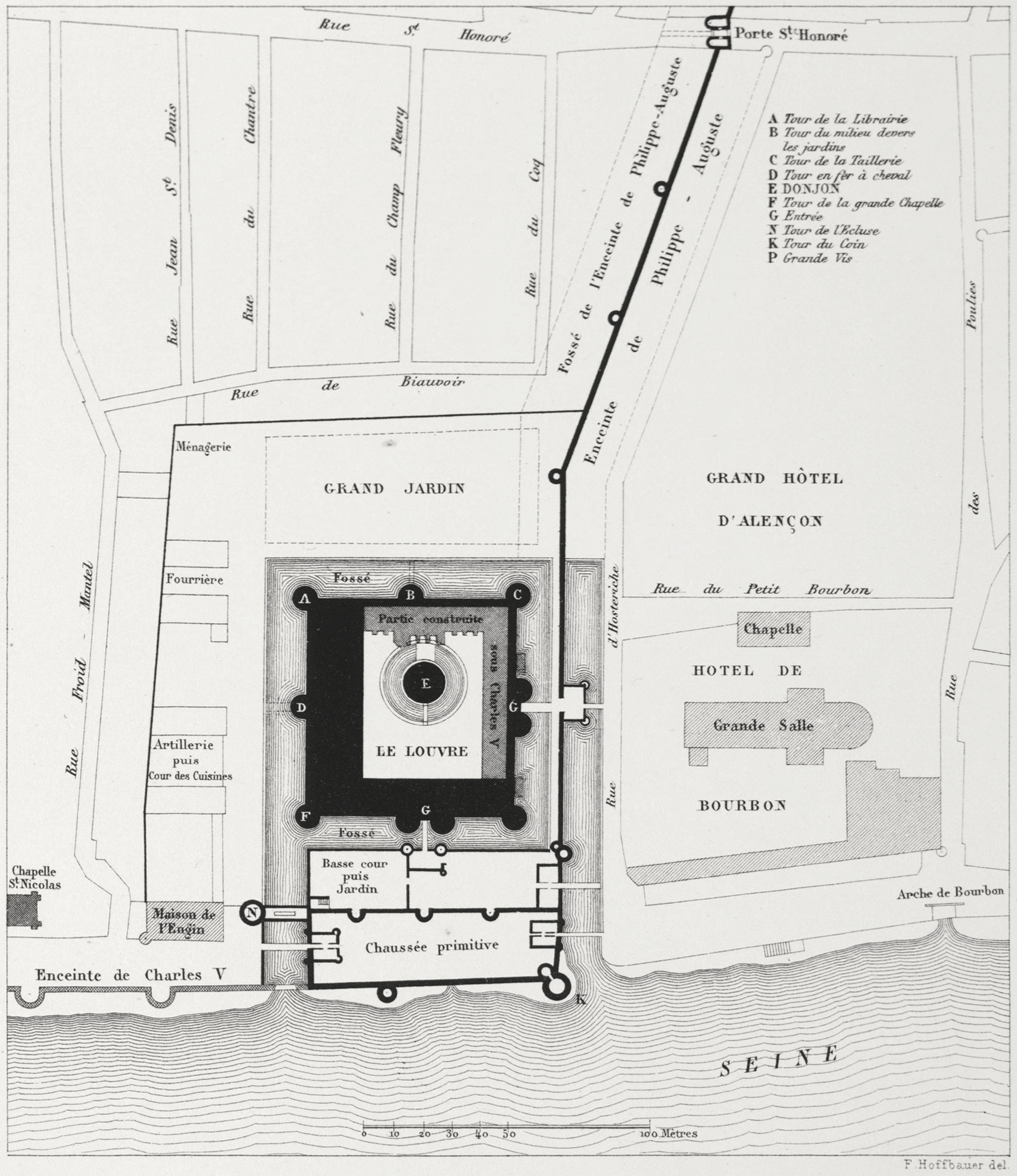
Planta del Castillo del Louvre en 1380, después de la construcción de la muralla de Carlos V.

Antes de su partida para la Tercera Cruzada en 1190, Felipe Augusto quiso proteger a su capital París, especialmente de los ingleses, con los que había estado en conflicto durante mucho tiempo. También quiso disponer de un lugar seguro para su tesoro, así como para sus archivos, que perdió en la Batalla de Fréteval contra Ricardo Corazón de León y que había reconstituido posteriormente.
Hizo construir el Muro de Felipe II Augusto alrededor de París entre 1190 y 1209 en la orilla derecha, y entre 1200 y 1215 en la orilla izquierda, menos expuesta. El Castillo del Louvre se sitúa al oeste, en el lado más expuesto porque los ingleses ocupaban Normandía, a menos de 100 kilómetros. Además, fue aguas abajo del Sena como llegó la invasión de los normandos de 845, que casi se apoderaron de la ciudad.
El castillo se componía de una fortaleza de planta aproximadamente cuadrada (78 m x 72 m) rodeada por un foso de unos diez metros de anchura alimentado por el agua del Sena. El muro del lado oeste, que daba hacia el campo y era considerado el más expuesto, era más grueso y no tenía ninguna puerta. El perímetro estaba reforzado por diez torres de defensa, especialmente en las esquinas. Había dos puertas, la principal al sur y otra más pequeña al este, que estaban protegidas por un puente levadizo y enmarcadas por dos torres gemelas. Adosados al exterior de la muralla hay dos edificios que albergaban las guarniciones y los arsenales, al oeste y al sur del patio central. Las torres no estaban alejadas entre sí más de 25 metros, distancia que corresponde al alcance eficaz de un arco, y tenían aspilleras para asegurar la cobertura de las murallas. Todos los muros tienen bases ligeramente inclinadas, con el objetivo de impedir los intentos de asalto y facilitar el rebote de los proyectiles lanzados desde arriba.
En el centro del patio se encontraba una torre del homenaje llamada grosse tour («torre grande»), construida en 1200. Era circular, tenía 15,6 metros de diámetro, un espesor de 4,25 metros en su base y una altura de 30 metros. Estaba rodeada por un foso de 9 metros de ancho y 6 metros de profundidad. Este foso estaba seco, pavimentado con grandes piedras irregulares y se podía cruzar a través de un puente levadizo. Los volúmenes interiores estaban construidos en piedra para limitar los riesgos de incendio. La torre del homenaje tenía un techo cónico de pizarra por encima de los matacanes. Disponía de un pozo y de una gran cisterna para soportar un largo asedio.
Felipe Augusto escogió por experiencia construir una torre del homenaje circular en lugar de cuadrada o rectangular por razones militares. En efecto, los pioneros enemigos podían realizar más fácilmente un trabajo de asalto en una esquina de una torre cuadrada que sobre la pared de una torre de planta circular. Inicialmente, la torre del homenaje tenía una función militar (último refugio del rey), pero albergaba esencialmente los archivos y el tesoro real, sin duda hasta Felipe IV. También sirvió como prisión en los siglos XIII y XIV. El conde Fernando de Flandes, vencido y capturado en la Batalla de Bouvines en 1214, estuvo encerrado allí trece años. Las obras de la fortaleza finalizaron en 1202.

## La residencia real

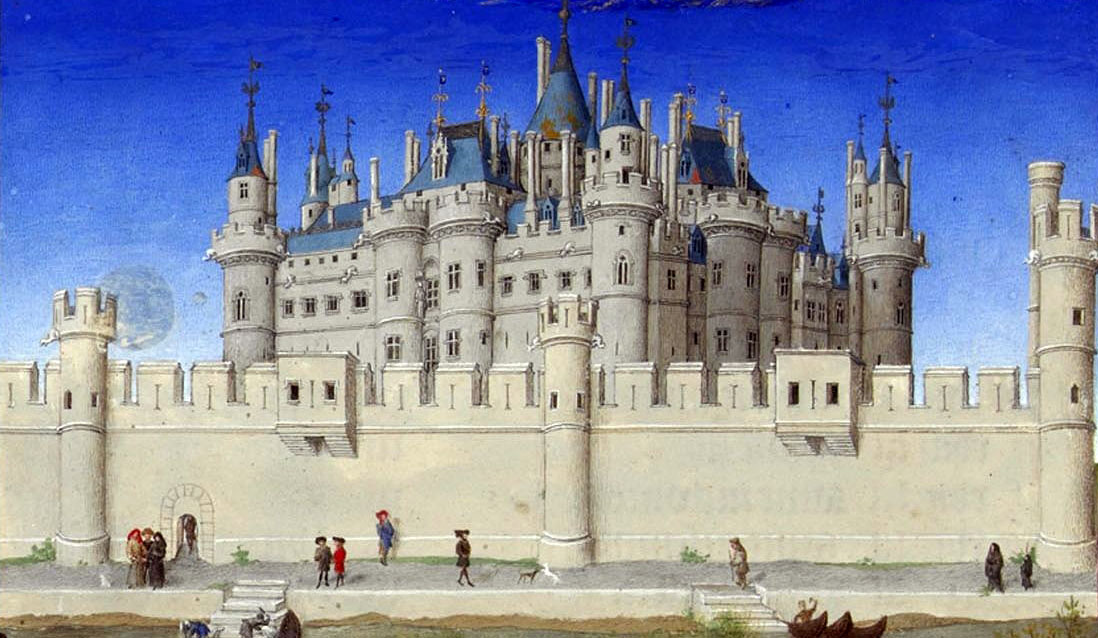
El Louvre en el, miniatura de Las muy ricas horas del Duque de Berry.

Bajo el reinado de Luis IX, el castillo fue ampliado: se construyeron nuevas salas sin un objetivo defensivo real, como la salle Saint-Louis (1230-1240). En la época del rey Carlos V, que reinó entre 1364 y 1380, París se extendió ampliamente más allá de la muralla de Felipe Augusto. El rey hizo construir una nueva muralla que englobaba estos nuevos barrios, así como el Castillo del Louvre, que perdió así una gran parte de su interés militar. El rey pudo sacrificar entonces algunos dispositivos militares del castillo para hacerlo más habitable y disponer de una residencia real segura, especialmente después de haber sido amenazado en el interior del Palais de la Cité durante la revuelta del 22 de febrero de 1358 realizada por el preboste de los comerciantes Étienne Marcel.
Su arquitecto, Raymond du Temple, multiplicó las estatuas, las torretas y las superficies habitables, creó jardines y perforó aberturas más anchas. El rey Carlos V hizo construir la primera biblioteca real transformando la torre noroeste (tour de la Fauconnerie) en tour de la Librairie, que contenía novecientos manuscritos.
Las miniaturas del manuscrito de Las muy ricas horas del Duque de Berry muestran el Castillo del Louvre en esta época y permiten hacerse una idea del aspecto general de la fortaleza, aunque en esta época se procedió a modificaciones estéticas o de confort en detrimento de las preocupaciones defensivas.
Durante la Guerra de los Cien Años, los ingleses, dirigidos por Enrique V de Inglaterra, entraron en la ciudad el 1 de diciembre de 1420 y ocuparon sin combate el Castillo del Louvre. Encontraron la ciudad arruinada por la guerra civil y la escasez. Permanecieron allí hasta 1436.

## Una demolición progresiva para dejar sitio alCour Carrée

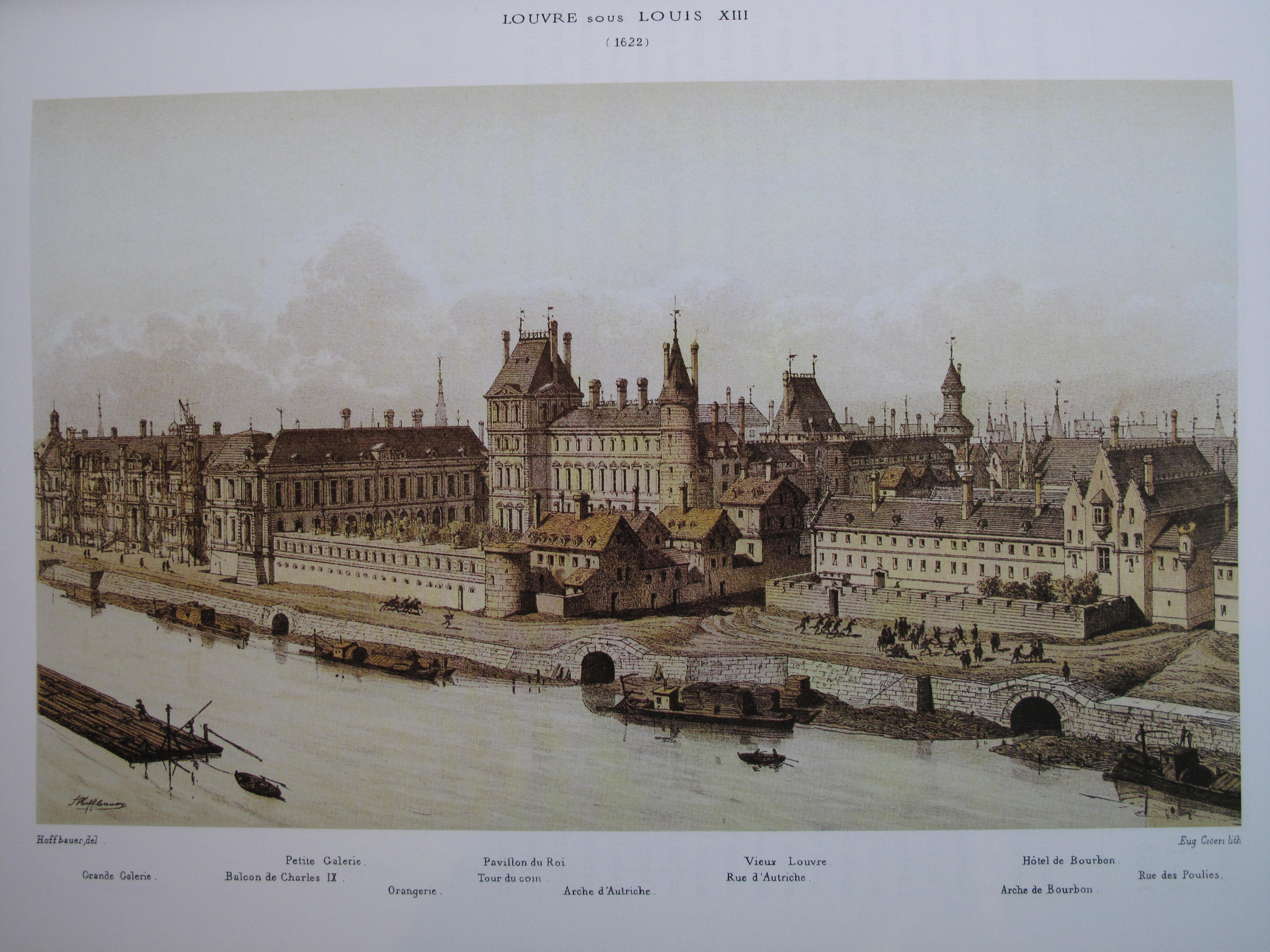
El Louvre en 1622, mitad medieval y mitad renacentista.

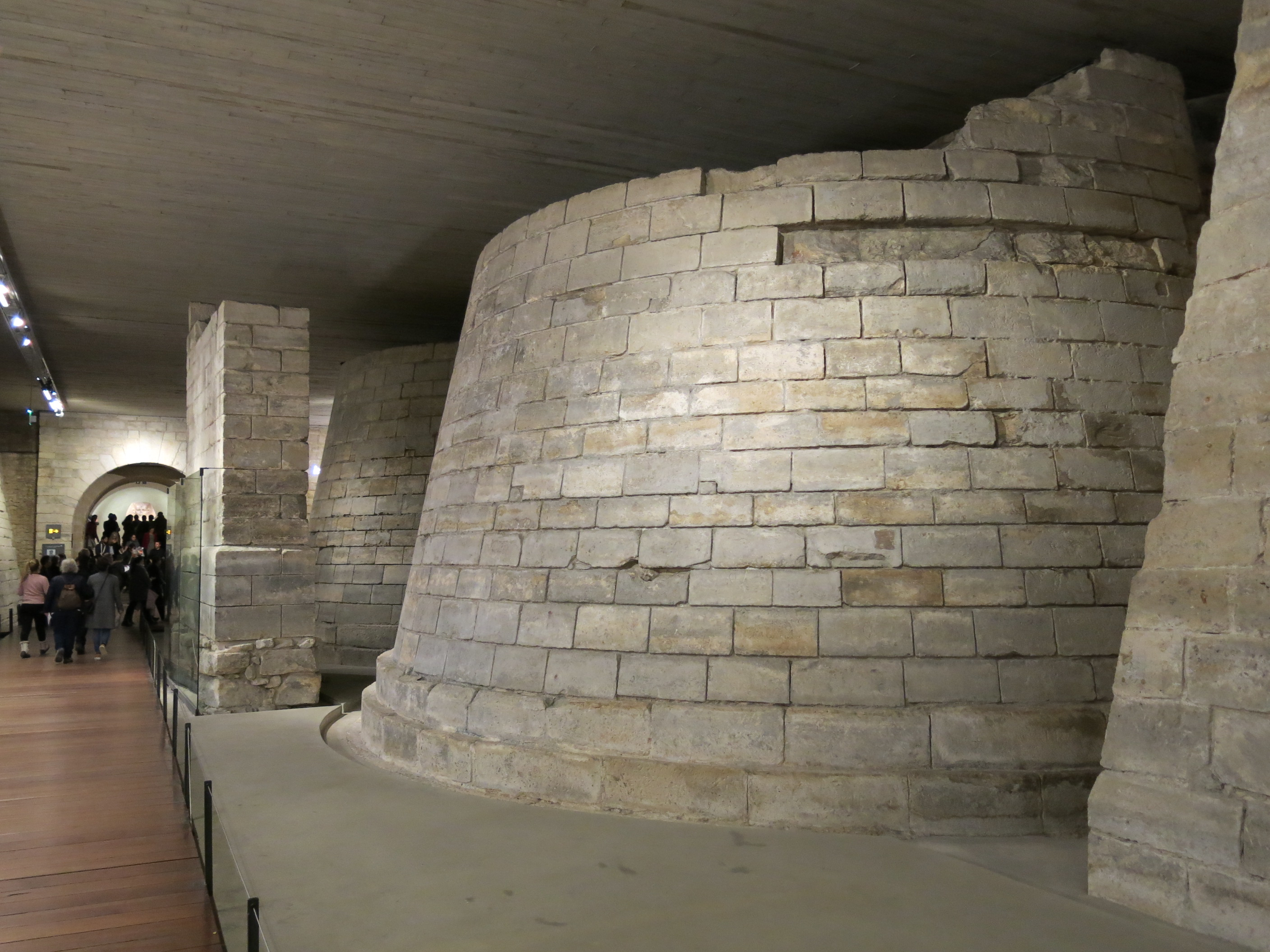
Uno de los muros del castillo conservado en el Louvre médiéval, que estaba frente a la ciudad, con la pila de apoyo del puente levadizo que era la entrada principal del Louvre.

En 1525, Francisco I sufrió la derrota de Pavía. Durante su cautividad, la Corte se entromete en el gobierno del reino usando su derecho de protesta, y la facultad de teología y el Parlamento de París demuestran una cierta autonomía. El rey celebró un lit de justice los días 24, 26 y 27 de julio de 1526 en el curso del cual manifestó su autoridad y decidió recuperar el control de su reino haciendo del Louvre su principal residencia parisina. Como símbolo de su autoridad, hizo derribar la torre del homenaje en 1528 para construir un palacio de estilo italiano. En 1546, confió al arquitecto Pierre Lescot el proyecto de construcción de un palacio moderno en el espíritu del Renacimiento. Tras la muerte del rey (1547), su hijo Enrique II hizo que Pierre Lescot continuara las obras. Hizo destruir el muro oeste entre diciembre de 1546 y marzo de 1549 para construir la sala de baile, así como el muro sur para edificar el pabellón real (1553-1556) que alberga los apartamentos reales y la «pequeña galería».
Tras la muerte de Enrique II, Catalina de Médici continuó las obras del ala sur para sus apartamentos. Bajo el reinado de Enrique III, el Louvre se convirtió en el espacio del poder monárquico, un lugar de entretenimiento y el teatro de sucesos históricos (como el matrimonio del futuro rey Enrique IV con Margarita de Valois en 1572 que condujo a la Matanza de San Bartolomé). A partir de 1564, la reina Catalina de Médici favoreció la construcción del nuevo Palacio de las Tullerías y el establecimiento de un gran jardín de diversiones.
Enrique IV hizo desaparecer los elementos restantes del lado sur, entre ellos el foso, para edificar la Grande Galerie o galerie du bord de l'eau («galería al borde del agua») que conectaba el Louvre con el Palacio de las Tullerías y fue completada en 1610. Empezó también la construcción del Cour Carrée sobre la base del ala Lescot, ya edificada. La superficie se multiplicó por cuatro en relación con la del patio medieval. También hizo destruir las construcciones que había entre los dos palacios. Este proyecto, llamado el Grand Dessein («gran diseño»), tenía también una función militar: estableciendo un camino cubierto entre el Louvre intramuros y las Tullerías, situadas al exterior de las murallas de la ciudad, Enrique IV se proporcionaba una galería que le permitiría alcanzar los establos para huir a caballo en caso de disturbios.
Para asentar su poder, el 24 de abril de 1617, el joven Luis XIII hizo asesinar a Concino Concini, el valido de la regente María de Médici, su madre, en la puerta de acceso del castillo a la ciudad. Luis XIII hizo demoler la parte norte de la cinta de murallas medieval con el objetivo de prolongar el ala Lescot en esta dirección por simetría. Luis XIV hizo lo mismo en la parte este para permitir la construcción de la columnata del Louvre.

## Los vestigios del Louvre medieval
Durante las obras del siglo XIX, se comprobó que la torre del homenaje y dos de las cuatro murallas solo habían sido arrasados sobre el nivel del suelo y los fosos rellenados cuando se destruyó el castillo para la construcción del Palacio del Louvre.
En el momento de la construcción del Grand Louvre, las bases de la torre del homenaje y de estas dos murallas fueron despejados. Una campaña de excavaciones importantes permitió encontrar centenares de objetos de la vida cotidiana, que son mantenidos accesibles al público en las colecciones del Louvre médiéval, así como la sala baja (llamada en la actualidad salle Saint-Louis) y estos objetos de la vida cotidiana encontrados en las excavaciones (pequeños juegos, jarras, botellas...)